# Марика (мифология)
Марика (позднее это имя приобрело форму Марция) — персонаж римской мифологии, лаврентская нимфа или богиня. Родила от Фавна царя Латина. По одной из версий, ею стала Кирка после смерти. Священная роща Марики находилась в Минтурнах.